# (38618) 2000 AH165
2000 AH165 (asteroide 38618) é um asteroide da cintura principal. Possui uma excentricidade de 0.20439420 e uma inclinação de 16.14244º.
Este asteroide foi descoberto no dia 8 de janeiro de 2000 por LINEAR em Socorro.